# 山蚁鵙
山蚁鵙（学名：Thamnophilus aroyae）是蚁鵙科蚁鵙属的一种，发现于玻利维亚和秘鲁。
山蚁鵙的自然栖息地是亚热带或热带的湿润山地和严重退化的前森林。